# La Bête noire (film, 1955)
Pour les articles homonymes, voir La Bête noire.
Pour plus de détails, voir Fiche technique et Distribution.
La Bête noire est un court métrage français réalisé par Georges Rouquier, sorti en 1956.

## Fiche technique
- Titre : La Bête noire
- Réalisation : Georges Rouquier
- Assistant-réalisateur : Guy Casaril
- Directeur de la photographie : Edmond Séchan
- Ingénieur du son : Louis Hochet
- Musique : Patrice Sciortino
- Pays d'origine :  France
- Durée : 26 minutes

## Distribution
- Pierre Even
- Michel Gann
- Jean Tolzac
- Nicole Guézel